# Buprestis catoxantha
Buprestis catoxantha es una especie de escarabajo del género Buprestis, familia Buprestidae. Fue descrita científicamente por Gory en 1840.

## Distribución geográfica
Habita en el Neotrópico.